# トーフレ
トーフレ株式会社は、大阪市中央区に本社を置く、フレキシブルチューブ、ホース、ベローズの製造企業。

## 概要
1959年（昭和34年）3月14日、創業者・三隅田悦朗により、「株式会社東京フレックス製作所」として創業され、1962年（昭和37年）1月12日に設立された。1974年（昭和49年）に現社名に変更。また、2010年（平成22年）12月1日にCIを現在のものに変更している。国内、海外に多数の子会社や製造拠点、技術提携先を持ち、各種のフレキシブルチューブ、ホース、ベローズなどの製品を開発、製造、販売している。

## 主要事業所
- 本社
  - 大阪府大阪市中央区本町1丁目6番16号
- 東京支店
  - 東京都千代田区神田須田町1丁目24番地
- 大阪支店
  - 大阪府大阪市中央区久太郎町2丁目5番28号
- 名古屋支店
  - 愛知県名古屋市中区錦1丁目6番34号
- 西日本支店
  - 広島県広島市西区中広町3丁目2番10号
- 北関東営業所
  - 栃木県宇都宮市宿郷3丁目18番11号
- 中華人民共和国
  - 特扶利五金制品（上海）有限公司　上海営業部
  - 広州代表処
  - 上海代表処